# Campillos
Campillos – gmina w Hiszpanii, w prowincji Malaga, w Andaluzji, o powierzchni 187,83 km². W 2011 roku gmina liczyła 8663 mieszkańców.